# Укачин, Борис Укачинович
Борис Укачинович Укачин (18 февраля 1936 — 25 декабря 2003) — алтайский писатель и поэт. Заслуженный работник культуры Российской Федерации (1993).

## Биография
Борис Укачин родился в 1936 году в селе Каярлык (ныне Онгудайский район Республики Алтай) в семье табунщика. В 1956 году окончил школу. В 1967 году окончил Литературный институт имени А. М. Горького в Москве. Работал в газете «Алтайдыҥ чолмоны» и на радио.

## Творчество
Писать стихи начал ещё в школе. Первые из них были опубликованы в 1956 году. Через 4 года вышел первый сборник его стихотворений: «Дороги» («Јолдор»). В 1960-е годы также вышли сборники его поэзии «Кто я такой» («Мен кем», 1963), «Стихи» («Ӱлгерлер»), «Земля синего неба» («Чаҥкьгр теҥерилӱ јер»). Популярная тема лирики Укачина — родной край. Проза Укачина представлена книгой «Горные духи» («Ээлӱ туулар») и повестью «Цвет времени». Также он переводил на алтайский язык произведения М. Ю. Лермонтова, Т. Г. Шевченко, Ч. Т. Айтматова.